# Хьонджон (ван Чосону)
Хьонджон (кор. 현종, 顯宗, Hyeonjong, Hyŏnjong); ім'я при народженні Лі Йон (кор. 이연, 李棩, I Yeon, I Yŏn; 14 березня 1641 — 17 вересня 1674) — корейський правитель, вісімнадцятий володар держави Чосон.
Посмертний титул — Чанхьо-теван .